# Север II
Фла́вій Вале́рій Севе́р (лат. Flavius Valerius Severus; пом. у вересні 207), також відомий як Север II — римський імператор, що правив у 306—307 роках. Його прихід до влади в межах Тетрархії хоча і був узгоджений заздалегідь старшими правителями, втім поклав початок низці громадянських війн між претендами на трон. Унаслідок військового протистояння з Костянтином I, Максенцієм і Максиміаном Севера було взято в полон, а потім страчено.

## Життєпис
Флавій Валерій Север народився в Іллірії. Спочатку зробив військову кар'єру. Зарекомендував себе як надійний воїн під командуванням Галерія, зокрема під час вдалої для римлян кампанії проти Сасанідів. 
У 305 році після багатьох років правління Діоклетіан і Максиміан добровільно склали з себе повноваження імператорів, віддавши титули августів цезарям Констанцію Хлору та Галерію. Згідно з тодішньою системою влади чотирьох, Тетрархії, хтось мав зайняти вакантні посади двох цезарів, які відкривали перспективу стати імператорами в майбутньому. Несподівано для багатьох цезарями стали Север та Максимін Дая, а не сини Максиміана та Констанція —  Максенцій та Константин. 
У 306 році, після несподіваної смерті імператора Констанція Хлора, інший імператор Галерій призначив Севера новим августом, доручивши тому управління західними провінціями Імперії. Однак одразу після смерті Констанція його військо проголосило новим імператором його сина, Костянтина. Дізнавшись про це, Максенцій також проголосив себе імператором на чолі військ свого батька, Максиміана.
По тому, як звістки про ці події досягли Галерія, він негайно відправив Севера придушувати бунт Максенцій. Север обложив Рим, але взяти місто не зміг і відступив у добре укріплену Равенну. Максиміан, що знову став августом на запрошення свого сина, вирушив на допомогу Максенцію та разом з військами обложив Равенну. Хоча місто було дуже добре укріплене, Максиміан взяв його хитрістю: у місто проникли його плазуни, які зуміли переконати Флавія Севера, що проти нього укладена змова і, якщо він не здасться, його вб'ють його ж наближені. Чутки про змову та дезертрство солдатів змусили Севера повірити і здатися під обіцянку зберегти йому життя. Севера привезли до Риму, де він помер за нез'ясованих обставин у вересні 307 року.